# Hermann Garrn
Hermann Garrn (11 marzo 1888 – 27 marzo 1964) è stato un calciatore tedesco, di ruolo attaccante.